# Championnat du Liban de football 2013-2014
Navigation
Saison précédente Saison suivante
La saison 2013-2014 du Championnat du Liban de football est la cinquante-quatrième depuis 1934. Le championnat regroupe les douze meilleures formations du pays au sein d'une poule unique où elles s'affrontent deux fois, à domicile et à l'extérieur. En fin de saison, les deux derniers du classement sont relégués et remplacés par les deux meilleurs clubs de deuxième division.
C'est le club de Nejmeh SC qui remporte la compétition cette saison après avoir terminé en tête du classement final, avec trois points d'avance sur le tenant du titre Safa Beyrouth et six sur le Racing Club de Beyrouth. C'est le huitième titre de champion du Liban de l'histoire du club.
Le Safa Beyrouth était l'une des équipes favorites en début de saison car elle était double tenante du titre. Mais l'Al Nejmeh Beyrouth a su se montrer plus réaliste en fin de saison puisque l'équipe n'a pas perdu de ses 5 derniers matchs alors que le Safa Beyrouth s'est incliné par deux fois au cours de ses 5 derniers matchs. Soulignons également les parcours des deux promus, l'un, Salam Zgartha, réussissant parfaitement sa montée en remportant la Coupe du Liban et en se maintenant en Division 1 et l'autre, Al Mabarrah Beyrouth, ratant le maintien de 4 points. Les autres clubs ont eu un parcours assez attendu à part le champion Al Nejmeh Beyrouth et le Tripoli SC qui réussit une bonne saison en se classant 6e après une saison 2012-2013 difficile (10e place).

## Les 12 clubs participants
| - Al-Ansar Club - Safa Beyrouth - Nejmeh SC - Shabab Al Sahel - Tripoli SC - Al-Akhaa Al-Ahli Aley | - Salam Zgharta - Promu de D2 - Al Tadamon Tyr - Al Mabarrah Beyrouth - Promu de D2 - Al Ahed Beyrouth - Racing Club de Beyrouth - Al Ijtima'ih Tripoli |

## Compétition

### Classement
| Rang | Équipe                  | Pts | J  | G  | N  | P  | Bp | Bc | Diff |
| ---- | ----------------------- | --- | -- | -- | -- | -- | -- | -- | ---- |
| 1    | Al Nejmeh Beyrouth      | 44  | 22 | 12 | 8  | 2  | 48 | 24 | +24  |
| 2    | Safa BeyrouthT          | 41  | 22 | 11 | 8  | 3  | 42 | 23 | +19  |
| 3    | Racing Club de Beyrouth | 38  | 22 | 11 | 5  | 6  | 38 | 31 | +7   |
| 4    | Al Ahed Beyrouth        | 37  | 22 | 10 | 7  | 5  | 30 | 26 | +4   |
| 5    | Al Akha Ahly            | 31  | 22 | 7  | 10 | 5  | 36 | 26 | +10  |
| 6    | Tripoli Sporting Club   | 31  | 22 | 8  | 7  | 7  | 23 | 26 | -3   |
| 7    | Shabab Al Sahel         | 30  | 22 | 6  | 12 | 4  | 40 | 26 | +14  |
| 8    | Al Ansar                | 30  | 22 | 7  | 9  | 6  | 28 | 23 | +5   |
| 9    | Al Tadamon Tyr          | 22  | 22 | 5  | 7  | 10 | 22 | 31 | -9   |
| 10   | Salam Zgartha'P'C       | 22  | 22 | 6  | 4  | 12 | 27 | 46 | -19  |
| 11   | Al Mabarrah BeyrouthP   | 18  | 22 | 5  | 3  | 14 | 21 | 50 | -29  |
| 12   | Al Ijtima'ih Tripoli    | 10  | 22 | 2  | 4  | 16 | 26 | 49 | -23  |

|  | Qualification pour la Coupe de l'AFC 2015                              |
|  | Relégation en deuxième division                                        |
|  | T : Tenant du titre C : Vainqueur de la Coupe du Liban P : Promu de D2 |

## Bilan de la saison
| Championnat du Liban de football 2013-2014                        |                      |
| Champion                                                          | Nejmeh SC (8e titre) |
| Coupes et trophées                                                |                      |
| Vainqueur de la Coupe du Liban 2013-2014                          | Salam Zgharta        |
| Qualifications continentales                                      |                      |
| Coupe de l'AFC 2015                                               | Nejmeh SC            |
| Coupe de l'AFC 2015                                               | Salam Zgharta        |
| Promotions et relégations                                         |                      |
| Promus en Premier League                                          | Nabi Sheet           |
| Promus en Premier League                                          | Shabab Al-Ghazieh    |
| Relégués en Championnat du Liban de football de deuxième division | Al Mabarrah Beyrouth |
| Relégués en Championnat du Liban de football de deuxième division | Al Ijtima'ih Tripoli |

## Meilleurs buteurs
| Rang | Nom                  | Club                    | Buts |
| ---- | -------------------- | ----------------------- | ---- |
| 1    | Lasina Soro          | Racing Club de Beyrouth | 13   |
| 1    | Adnan Melhem         | Racing Club de Beyrouth | 13   |
| 3    | Diego Santos         | Al Akha Ahly            | 12   |
| 3    | Lorenion Creast Remi | Shabab Al Sahel         | 12   |
| 5    | Abbas Ahmad Atwi     | Al Nejmeh Beyrouth      | 10   |
| 6    | Hamzeh Salameh       | Safa Beyrouth           | 9    |
| 6    | Abdulrahman Akkari   | Tripoli SC              | 9    |
| 8    | Hassan Mohammed      | Al Nejmeh Beyrouth      | 8    |
| 8    | Nicholas Koffi       | Al Egtmaaey             | 8    |
| 10   | Tariq Ali            | Al Ahed Beyrouth        | 7    |
| 10   | Ali Hamam            | Al Nejmeh Beyrouth      | 7    |
| 10   | Akram Moghrabi       | Al Nejmeh Beyrouth      | 7    |
| 10   | Ahmed Haj Mohammed   | Salam Zgharta           | 7    |
| 10   | Abedi Prence         | Al Ansar                | 7    |